# Grupo de Ejércitos Ucrania Norte
El Grupo de Ejércitos Ucrania Norte (en alemán: Heeresgruppe Nordukraine) fue una formación importante del ejército alemán en la Segunda Guerra Mundial.

## Historia
Fue creado el 5 de abril de 1944 al cambiar el nombre del Grupo de Ejércitos Sur bajo el mando del Generalfeldmarschall Walter Model. En abril de 1944 estaba formado por el 1.º Ejército Panzer y el 4.º Ejército Panzer. En el verano de 1944 se opuso al Primer Frente Ucraniano del Ejército Rojo durante la ofensiva Leópolis-Sandomierz (13 de julio - 29 de agosto de 1944). En agosto de 1944, el 4.º Ejército Panzer y el 17.º Ejército mantuvieron la defensa entre los Cárpatos y las marismas de Pinsk en Galitzia. En septiembre de 1944 pasó a llamarse Grupo de Ejércitos A.

## Orden de batalla
La composición del Grupo de Ejércitos el 15 de julio de 1944 era:
- 4.º Ejército Panzer
  - XXXXVI Cuerpo Panzer
  - XXXXII Cuerpo de Ejército
  - LVI Cuerpo Panzer
  - VIII Cuerpo de Ejército
- 1.º Ejército Panzer
  - LIX Cuerpo de Ejército
  - XXIV Cuerpo Panzer
  - XXXXVIII Cuerpo Panzer
  - III Cuerpo Panzer
  - 20.ª División de Granaderos Panzer
  - 14.ª División de Granaderos SS

- 1.º ejército húngaro
  - VI Cuerpo Húngaro
  - XI Cuerpo
  - VII Cuerpo Húngaro
  - 2.ª brigada de montaña húngara
  - 19.ª División de Reserva Húngara
  - 2.ª División Panzer Húngara
  - Kampfgruppe, 19.ª División SS de Granaderos

## Comandantes
| Retrato | Comandante                                    | Desde                | Hasta                    | Total    |
| ------- | --------------------------------------------- | -------------------- | ------------------------ | -------- |
|         | Generalfeldmarschall Walter Model (1891-1945) | 31 de marzo de 1944  | 16 de agosto de 1944     | 138 días |
|         | Generaloberst Josef Harpe (1887-1968)         | 16 de agosto de 1944 | 23 de septiembre de 1944 | 38 días  |